# Спіжарський Тихін Миколайович
Ти́хін Микола́йович Спіжа́рський (рос. Тихон Николаевич Спижарский; 1907, Санкт-Петербург — 1995) — радянський геолог. Кандидат геолого-мінералогічних наук.
Старший науковий співробітник, згодом — начальник відділу геотектоніки і глибинної геології Всесоюзного науково-дослідницького геологічного інституту.
Основні роботи по геології і тектоніці Сибірської платформи. Відповідальний редактор «Геологічного словника» (т. 1—2, 1955).
У 1933—1934 роках очолював експедицію Всесоюзного арктичного інституту (ВАІ) на архіпелаг Земля Франца-Йосифа.
Т. М. Спіжа́рський — прототип геолога Савранського — одного з героїв повісті Сергія Безбородова «На краю света».

## Нагороди
- Орден Вітчизняної війни 1-го ступеня (11.03.1985).
- Орден Трудового Червоного Прапора.

## Основні праці
- Геологический словарь: в 2 т., Том 1: А-Л. — Москва: Гос. научно-техническое изд-во литературы по геологии и охране недр, 1955. (рос.)
- Баскакова Л. А., Спижарский Т. Н., Сытин Ю. И., Шаталов Е. Т. Геологическое строение СССР. Том II. Тектоника. — М.: Недра, 1968. (рос.)
- Спижарский Т. Н. Обзорные тектонические карты СССР: составление карт и основные вопросы тектоники. — Ленинград: Недра, 1973. (рос.)